# David E. Cane
David E. Cane (né le 22 septembre 1944) est un biochimiste américain. Il est professeur émérite de chimie "Vernon K. Krieble" et professeur émérite de biologie moléculaire, de biologie cellulaire et de biochimie à l'Université Brown de Providence, Rhode Island. Il est reconnu pour ses travaux sur la biosynthèse des produits naturels, notamment les terpénoïdes et les polycétides. Il est élu membre de l'Association américaine pour l'avancement des sciences en 2003 et membre de l' Académie américaine des arts et des sciences en 2013.

## Formation et carrière
Né à New York, Cane est diplômé magna cum laude du Harvard College en 1966. Il termine son doctorat en synthèse organique en 1971 sous la direction d'Elias James Corey à l'Université Harvard. Il poursuit ses études en tant que boursier postdoctoral au National Institutes of Health avec Duilio Arigoni à l'École polytechnique fédérale de Zurich, Suisse. En 1973, il rejoint la faculté de l'Université Brown, où il devient professeur titulaire de chimie en 1980, directeur du département de chimie de 1983 à 1989 et professeur de biochimie en 1991.
Cane est professeur invité à l'Université de Chicago (1980), au Technion (Israel Institute of Technology), à Haïfa, en Israël (1994-1995), à l'Université de Californie à San Francisco (1998-1999) et à l'Université Louis Pasteur à Strasbourg, France (1999). Il est également chercheur invité au Christ's College, Cambridge (1989-1990), Emmanuel College, Cambridge (2004), ainsi que chercheur invité à l'Institut Pasteur, Paris (2005) et à l'Université de Chicago (2010- 2011). En 2011, il est nommé professeur honoraire de l'Université de Wuhan.
Cane est rédacteur en chef adjoint du Journal of Organic Chemistry (1995–2003) et siège à plusieurs reprises aux comités de rédaction de Bioorganic Chemistry, du Journal of Antibiotics, de Chemical Reviews, de Topics in Stereochemistry, de Current Opinion in Chemical Biology et de l'Encyclopédie Wiley de biologie chimique.

## Recherches
Il travaille sur l'élucidation de la chimie de l'enzymologie mécaniste et la génétique moléculaire de deux transformations biosynthétiques principales, notamment le métabolisme des terpénoïdes et la biosynthèse des antibiotiques polycétides. Le laboratoire Cane se concentre sur la caractérisation des gènes composants des grappes de gènes biosynthétiques de terpénoïdes microbiens en utilisant une combinaison d'approches génétiques, biochimiques et chimiques. Dans ce travail, il collabore avec David W. Christianson de l'Université de Pennsylvanie et Haruo Ikeda de l'Institut Kitasato des sciences de la vie à Tokyo. Pour ses travaux sur les antibiotiques polycétides, Cane collabore avec Chaitan Khosla de l'Université Stanford avec des collaborations supplémentaires avec Adrian Keatinge-Clay de l'Université du Texas à Austin et Zixin Deng de l'Université Jiao Tong de Shanghai en Chine. Ils se concentrent sur la détermination de la base biochimique du contrôle stéréochimique complexe des produits naturels polycétides.
Cane publie plus de 330 articles de recherche et 10 chapitres de livre. Il est également éditeur de 2 livres, dont une collection de lettres de la Seconde Guerre mondiale.